# El meu avi
El meu avi (literalmente, Mi abuelo) es una de las habaneras catalanas más conocidas y cantadas. La canción se haría famosa por José Luis Ortega Monasterio (militar de carrera) quien la publicó en 1968 con el fin de homenajear a los soldados muertos en la Guerra Hispano-Estadounidense

## Datos de la canción
La letra de la canción hace referencia a un barco de guerra conocido como «El Català», que la marina norteamericana habría hundido en el año 1898, muriendo «el nostramo» (contramaestre), el timonel y catorce marineros, todos de la localidad costera de Calella de Palafrugell. Aunque la letra es una creación literaria, el contenido se basa en los recuerdos reales del abuelo del autor, un coronel retirado que vivió la guerra. La obra se inspira en él; por este hecho, en 1998 el gobierno español hizo depositar los despojos en el Panteón de Marinos Ilustres.
Entre el 1883 y el 1923, la Compañía Trasatlántica, propietaria de la embarcación «Montserrat», tuvo también un barco denominado «Cataluña», pero no consta que tomara parte en la guerra.
El meu avi ha sido adaptada para coral y aparece en la película Pasión de hombre (1989) del director español José Antonio de la Loma.